# Sympiesis spadiceipes
Sympiesis spadiceipes är en stekelart som först beskrevs av Girault 1915.  Sympiesis spadiceipes ingår i släktet Sympiesis och familjen finglanssteklar. Inga underarter finns listade i Catalogue of Life.